# Будінський потік
Будінський потік (словац. Budinský potok) — річка в Словаччині; права притока Криванського потоку довжиною 11.7 км. Протікає в окрузі Лученець.
Витікає в масиві Оструожки на висоті 615 метрів. Протікає територією сіл Дівін і Ружина. Збудовано водосховище Ружина.
Впадає у Криванський поток на висоті 230 метрів.